# مارکو اندرتی
مارکو آندرتی (زادهٔ ۱۳ مارس ۱۹۸۷) راننده خودروی مسابقه‌ای اهل ایالات متحده آمریکا است. 
او همچنین به صورت پاره وقت در سری کامیون‌های نسکار با خودرو شماره ۰۴ شورلت سیلورادو برای تیم رابپر ریسینگ شرکت می‌کند.
او قبلاً به مدت ۱۵ سال با تیم خانواده اش آندرتی هرتا اتواسپورت در سری ایندی‌کار رانندگی می کرد. در طول مدت حضورش در سری ایندی‌کار، آندرتی دو مسابقه را برد و در سال ۲۰۱۳ در بهترین فصل خود در رده پنجم جدول قهرمانی قرار گرفت او همچنین در سال ۲۰۰۶ به عنوان بهترین تازه کار فصل سری ایندی‌کار انتخاب شد. او علاوه بر سری ایندی‌کار، در سری نسکار اکسفنیتی، فرمول ئی، مسابقات قهرمانی خودروهای ورزشی ایمسا، و در مسابقات ۲۴ ساعته لمانز ۲۰۱۰ شرکت کرده است.
از سال ۲۰۲۱ تا ۲۰۲۴، آندرتی در مسابقات سوپراستار ریسینگ شرکت کرد که در سال ۲۰۲۲ قهرمان این سری شد.
آندرتی نوه اسطوره اتومبیل رانی ماریو اندرتی و پسر قهرمان کارت مایکل اندرتی است.

## اوایل زندگی
مارکو در ۱۳ مارس ۱۹۸۷ در نازاره، پنسیلوانیا در خانواده ساندرا اسپینوزی و قهرمان مسابقات سری ایندی‌کار، مایکل اندرتی متولد شد. پدربزرگ پدری او ماریو اندرتی یکیاز برترین رانندگان تاریخ موتوراسپورت آمریکا است، راننده بسیار موفق که به مدت چهار دهه به صورت حرفه ای در بالاترین سطح مسابقات مسابقه داد و در سال ۱۹۷۸ قهرمانی فرمول یک رانندگان را به دست آورد. سایر اعضای خانواده آندرتی نیز در رده های مختلف مسابقات موفقیت های بسیاری داشته اند.
آندرتی در دبیرستان نوتردام در ایستون، پنسیلوانیا تحصیل کرد و در سال ۲۰۰۵ فارغ التحصیل شد.

## سری ایندی کار
در ژانویه ۲۰۲۱، آندرتی اعلام کرد که از مسابقات تمام وقت سری ایندی‌کار کنار می‌رود، اگرچه او به کار خود با تیم آندرتی اتواسپورت در نقش راننده و توسعه ادامه خواهد داد. او در ایندیاناپولیس ۵۰۰ ۲۰۲۱ در رده نوزدهم قرار گرفت. او در ایندیاناپولیس ۵۰۰ ۲۰۲۲ در رده ۲۲ و در ایندیاناپولیس ۵۰۰ ۲۰۲۳ در رده هفدهم قرار گرفت.

## فرمول یک

### تست های تیم فرمول یک هوندا ریسینگ
هوندا ریسینگ در دسامبر ۲۰۰۶ اعلام کرد که آندرتی فرصتی برای آزمایش خودروی فرمول یک خود به این راننده خواهد داد، در ۱۵ دسامبر، آندرتی تست های خودرو فرمول یک خود را در پیست خرس در اسپانیا انجام داد.
در تاریخ ۷ تا ۸ فوریه ۲۰۰۷ آندرتی در دومین تست هوندا ریسینگ به مدت دو روز در پیست خرس، اسپانیا شرکت کرد. مثل تست قبلی، آندرتی خودرو فرمول یک تیم در سال ۲۰۰۶ استفاده شده بود را رانندگی کرد. سریعترین دور آندرتی (غیر رسمی) او در روز ۷ فوریه کمتر از ۱.۵ ثانیه کندتر از سریعترین زمان راننده تیم هوندا جنسون باتن بود. سریعترین زمان (غیر رسمی) او در روز دوم، ۸ فوریه، در شرایط متغیر، کمتر از یک ثانیه کندتر از سریعترین دور فرناندو آلونسو، قهرمان فرمول یک در سالهای ۲۰۰۵ و ۲۰۰۶ بود.

## فرمول ئی
مارکو برای تیم خانوادگی خود در مسابقات فرمول ئی آندرتی اتواسپورت در مسابقه چهارم فصل ۲۰۱۴-۱۵ فرمول ئی در بوئنوس آیرس رقابت  و جایگزین متیو برابهام شد. برای مسابقه پنجم در میامی، آندرتی جای خود را به اسکات اسپید داد.

## نسکار

### سری اکسفنیتی
آندرتی اولین حضور خود در سری اکسفنیتی نسکار را در سال ۲۰۲۲ در پیست شارلوت روال با خودرو شماره ۴۸ شورولت کامارو و برای تیم بیگ ماشین ریسینگ انجام داد. او پس از تصادف در ۲۲ دور اخر در رده ۳۶ قرار گرفت.

### سری تراک (کامیون)
در سال ۲۰۲۴، آندرتی اولین حضور خود در سری کامیون‌های نسکار را در پیست اسپورت مید اوهایو انجام داد و با خودروی شماره ۷ شورولت سیلورادو برای تیم اسپایر موتوراسپرت رانندگی کرد، جایی که پس از شروع در رتبه هفتم، در جایگاه نوزدهم قرار گرفت. او همچنین دو مسابقه پایانی فصل را برای اسپایر رانندگی کرد، او در مسابقه هومستد-میامی اسپیدوی در رده هجدهم و در مسابقه فینیکس ریسوی به دلیل تصادف با کریس هکر در رده سی و پنجم قرار گرفت.
در پیست آمریکا در سال ۲۰۲۴، آندرتی پس از جدا شدن کامل قسمت عقب خودرو، در جایگاه سی و یکم قرار گرفت.

## حمایتگران مالی
در فوریه سال ۲۰۱۸، گروه برگزاری کنسرت های آمریکا اعلام کرد که در شش مسابقه آتی از جمله ایندیاناپولیس ۵۰۰ و جایزه بزرگ لانگ بیچ حامی مالی مارکو آندرتی خواهند بود. دیگر حامیان مالی عبارتند از ورایزن کامیونیکیشنز و روغن موتور پن‌گرید.

## زندگی شخصی
خارج از پیست، مارکو وقت خود را در نازاره، پنسیلوانیا می گذراند و خانه دوران کودکی خود را از پدرش، مایکل آندرتی، به مبلغ ۲ میلیون دلار خریده است.
در سپتامبر ۲۰۱۷، پس از پایان سری ایندی‌کار، مارکو با دوست دختر قدیمی خود، مدل مارتا کروپا، خواهر جوآنا کروپا، ازدواج کرد. در ۱۱ دسامبر ۲۰۲۱، آندرتی در اینستاگرام اعلام کرد که او و کروپا "به روشی بسیار دوستانه از هم جدا می شوند."